# تصوير المشاهد
تصوير المشاهد أو فن تصوير المشاهد (بالإنجليزية: Scenography)‏ (نقحرة: سينوغرافيا) تصميم فني أو تقنية، تكمن في تصميم وتنفيذ عناصر مشهدية (أو تصميم داخلي) للسينما والتلفزيون والمسرح. بالإضافة إلى تصميم ملابس الممثلين وأزيائهم وما إلى ذلك.

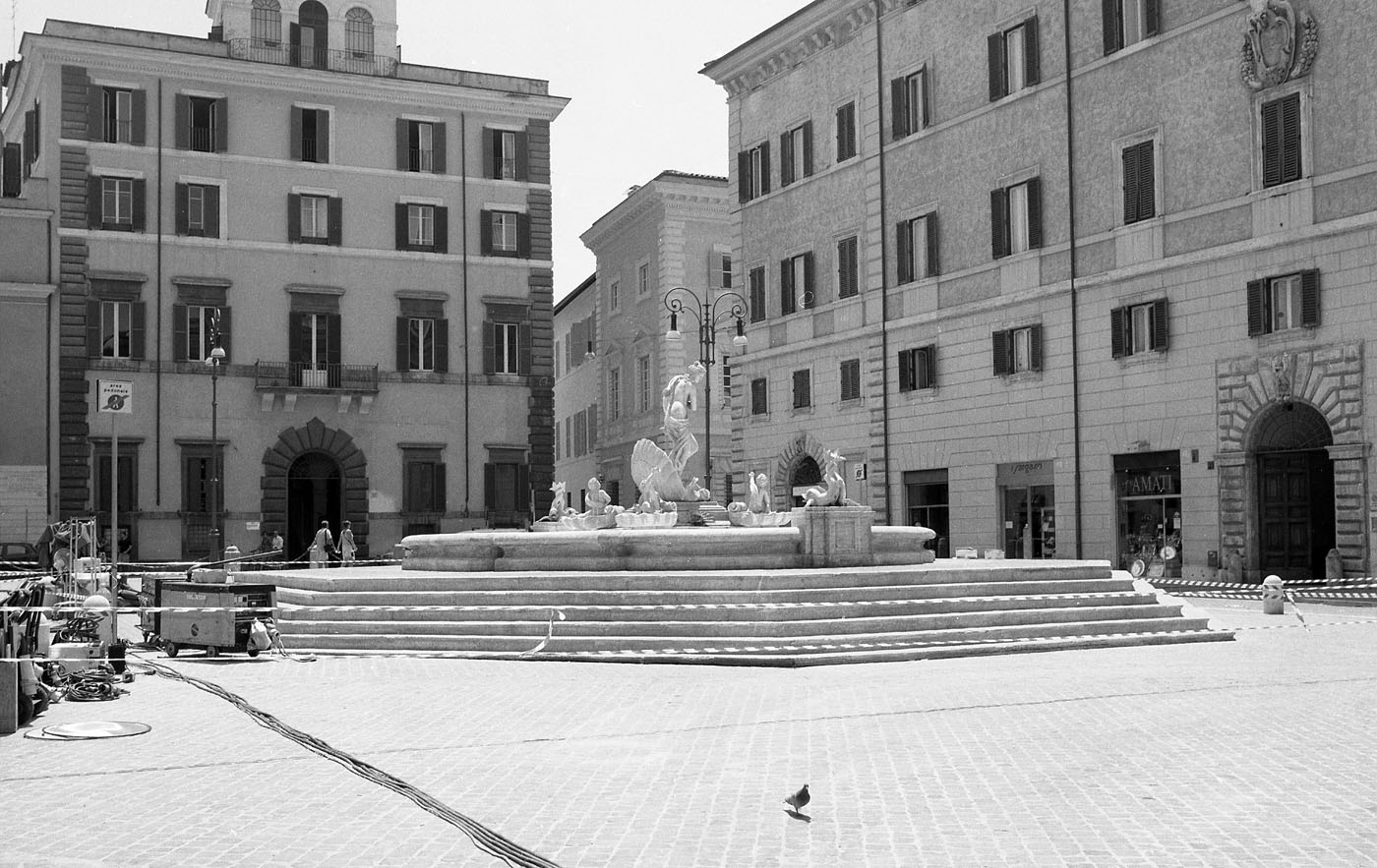
نافورة زائفة لتصوير مشده من مجموعة أفلام خارجية ، بيازا ديلا فونتانيلا بورغيزي ، روما 2007

## أصل الكلمة
كلمة (Scenography، نقحرة: سينوغرافيا) بالإنجليزية من أصل يوناني وهي كلمة (Skini-Grafo) وهي تنقسم الي مقطعين (Skini) وتعني خشبة المسرح، أما (Grafo) فتعني «أن تكتب أو تصف»؛ لذلك فمعناها الأصلي هو «أن تصف شيئا علي خشبة المسرح».
هي البيئة المكانية للعرض المسرحى، من منصات، عناصر منظرية، إضاءة، موسيقى، مؤثرات خاصة.
يشير فن تصوير المشاهد إلى كل الأدوات التي تهدف إلى إعطاء وهم فراغي حيث يحدث فيها العمل الدرامي. لطالما ارتبط تطور فن تصوير المشاهد المسرحية ارتباطًا وثيقًا بمشكلة اظهار المكان لأنه يهدف إلى إعادة إنشاء صورة معمارية ثلاثية أبعاد ، وبالتالي صورة مزودة بالعمق.
لذلك على مر القرون ، وجد الحدس التلقائي والمعرفة بقواعد الهندسة الوصفية المتعلقة بأساليب الاظهار في فن تصوير المشاهد مجالات عديدة في التطبيق والتجريب.

## مواضيع متعلقة
- سينوغراف

## وصلات خارجية
- Master's Degree in Urban Scenography in Barcelona
- ملفات بالاتاين: تصميم / سينوغرافيا
- سينوغرافيا - موقع التصميم المسرحي تصميم / سينوغرافيا
- سيرة جاروسلاف مالينا